# Газопереробний завод Західної пустелі
Газопереробний завод Західної пустелі (Western Desert Gas Complex, WDGC) — інфраструктурний об'єкт нафтогазової промисловості Єгипту, який розташований поблизу міста Александрія та працює із продукцією родовищ Західної пустелі Єгипту (а з першої половини 2020-х — також і з газом, який видобутий на шельфі).

## Перший етап розвитку
Наприкінці 1990-х років став до ладу Північний газопровід, який уможливив видачу блакитного палива, видобутого на родовищах кількох нафтогазових басейнів північно-західного Єгипту. Кінцевим пунктом трубопроводу став Газопереробний завод Західної пустелі, офіційний запуск якого припав на весну 2000-го. Він мав потужність по прийому 15,5 млн м3 газу на добу, з якого за проектом повинні були отримувати 700 барелів конденсату, 850 тон пропан-бутанової фракції (також відома як зріджений нафтовий газ, ЗНГ), 600 тон пропану, 1400 тон етан-пропанової суміші та 13,3 млн м3 товарного газу на добу.
Можливість продукувати етан-пропанову суміш стала особливістю WDGC, що вирізняла його серед усіх газопереробних підприємств Єгипту. Далі ця цінна нафтохімічна сировина спрямовувалась на розташований поруч майданчик компанії Sidi Kerir Petrochemicals (Sidpec), де в тому ж 2000 році стала до ладу установка парового крекінгу.
Товарний газ по перемичці довжиною 15 км та діаметром 600 мм подали до газорозподільчого вузла Амірія, звідки він може надходити різноманітним споживачам потужної індустріальної зони, яка знаходиться на південному заході александрійської агломерації. Останні ще раніше отримали доступ до ресурсу блакитного палива із ГПЗ Меадія та ГПЗ Амірія, проте саме запуск WDGC дозволив реалізувати проект ТЕС Сіді-Крір 1, 2 (а у 2002-му стала до ладу ТЕС Сіді-Крір 3, 4). Крім того, частину товарного газу спрямували до столичного регіону по трубопроводу Амірія – Дашур. Також можливо відзначити, що біч-о-біч з WDGC знаходиться комплекс з виробництва полівінілхлориду в Амірії, який має власну ТЕС та при роботі в проектному режимі потребує 198 млн м3 товарного газу на рік (при цьому WDGC споживає частину виробленої зазначеноюТЕС електроенергії).

## Другий етап розвитку
У 2010 році на майданчику WDGC стала до ладу лінія С, яка збільшила потужність заводу на прийом до 25,4 млн м3 на добу (можливо відзначити, що в цей період у Західній пустелі розпочали повномасштабну розробку гігантського газового родовища Каср). Того ж 2010-го на ТЕС Сіді-Крір 1, 2 ввели в дію новий енергоблок, який збільшив потужність станції більш ніж удвічі.
Ще одним проектом, реалізованим у 2010-му, став запуск на сусідньому ГПЗ Амірія установки вилучення фракції С2+, яку після цього передають по трубопроводу довжиною 12 (за іншими даними — 14,5) км та діаметром 300 мм на WDGC для подальшого фракціонування.
З 2016-го новим споживачем етан-пропанової суміші стала установка парового крекінгу компанії Ethydco, майданчик для якої так само обрали неподалік від WDGC. При цьому фактичного випуску етан-пропанової суміші на WDGC могло не вистачати для потреб обох нафтохімічних підприємств.

## Третій етап розвитку
У 2020 році уклали контракт на спорудження у складі WDGC лінії D, яка збільшить потужність комплексу на прийом до 42,4 млн м3 на добу. В межах цього проекту у 2022-му на майданчик заводу по трубопроводу ГПЗ Равен – Амірія подали додатковий ресурс багатого на гомологи метану природного газу, що отримують унаслідок розробки офшорного родовища Равен.
При цьому згадана вище компанія Sidpec веде роботи по розширенню свого нафтохімічного комплексу зі збільшенням виробництва етилену з 300 до 470 тисяч тон на рік. Первісно Sidpec також планувала звести установку дегідрогенізації, яка б стала великим споживачем пропану з WDGC, втім, у 2021 році від цього проекту відмовились.